# Ammar Hassan (plongeon)
Pour les articles homonymes, voir Ammar Hassan et Hassan.
Ammar Hassan (en arabe : عمر حسن), né le 25 juillet 1996, est un plongeur égyptien.

## Biographie
Ammar Hassan étudie à la Misr University for Science and Technology (en) à Gizeh, puis à la Colorado Mesa University (en).
Il remporte la médaille d'argent en tremplin à 3 mètres et la médaille d'or en tremplin synchronisé à 3 mètres mixte avec Maha Gouda lors des Championnats d'Afrique de plongeon 2019 à Durban.